# Zollernia splendens
Zollernia splendens är en ärtväxtart som beskrevs av Wied-neuw. och Christian Gottfried Daniel Nees von Esenbeck. Zollernia splendens ingår i släktet Zollernia och familjen ärtväxter. Inga underarter finns listade i Catalogue of Life.